# مثالية موضوعية
المثالية الموضوعية نظرية فلسفية تؤكد على الطبيعة المثالية والروحية للعالم، وتتصور فكرة تكوين العالم كشكل موضوعي وعقلاني في الواقع، لا كمحتوى ذاتي للعقل أو تمثيل ذهني. وهكذا، تختلف المثالية الموضوعية عن المادية، التي ترى أن العالم الخارجي مستقل عن العقول المدركة، وأن العمليات والأفكار العقلية هي نتاجات ثانوية للأحداث الفيزيائية، وعن المثالية الذاتية، التي ترى أن الواقع يعتمد كليًا على وعي الذات، وبالتالي فهو نسبي لها.
تبدأ المثالية الموضوعية بنظرية أفلاطون في المثل، التي تؤكد أن "الأفكار" الموجودة موضوعيًا، ولكنها غير مادية، تُشكل الواقع، مُشكلةً بذلك عناصره الأساسية.
كما تم تعريف المثالية الموضوعية أيضًا كشكل من أشكال المثالية الميتافيزيقية التي تقبل الواقعية الساذجة (الرأي القائل بأن الأشياء التجريبية موجودة موضوعيًا) ولكنها ترفض المادية الظاهراتية (التي وفقًا لها نشأت القيم العقلية والروحية بسبب أسباب مادية)، على عكس المثالية الذاتية، التي تنكر وجود الأشياء المادية بشكل مستقل عن الإدراك البشري وبالتالي تقف معارضة لكل من الواقعية والطبيعية.[بحاجة لمصدر]